# 美幌峠
43°38′48.9″N 144°14′59.1″E / 43.646917°N 144.249750°E

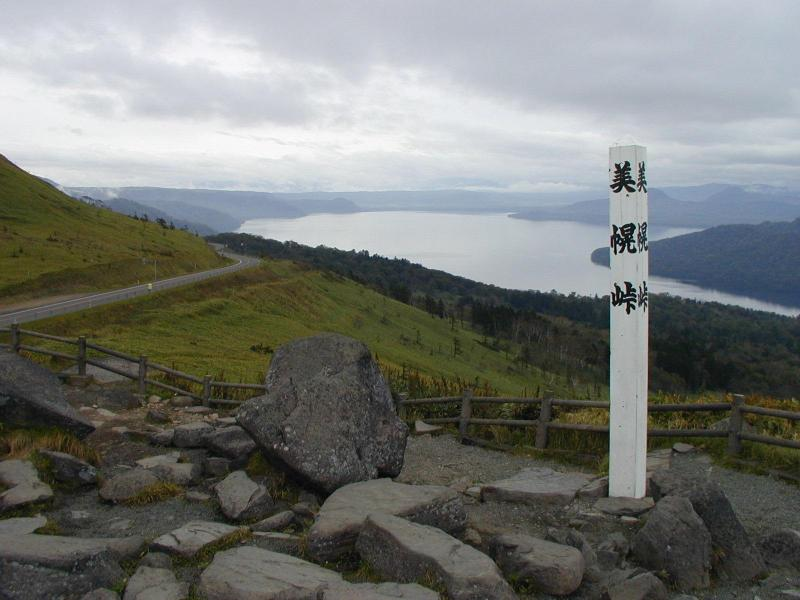
美幌峠

美幌峠是日本北海道國道243號上的一段跨越藻琴山和Samakkarinupuri山之間鞍部的道路，介於網走郡美幌町和川上郡弟子屈町邊界處。名稱源自於阿伊努語的「pe-poro」（水多的地方）或「pi-poro」（石頭多的地方）。
國道243號此路段於1920年通車。現屬阿寒摩周國立公園的範圍內，可以眺望日本國内最大火山湖－屈斜路湖。但由於在弟子屈町一側的天氣變化較大，當氣候不佳不適合行車時，會在美幌峠進行交通管制。。
此路段最高點設有道之站道の駅ぐるっとパノラマ美幌峠。在道之站旁標高525公尺處設有「美幌峠展望台」。

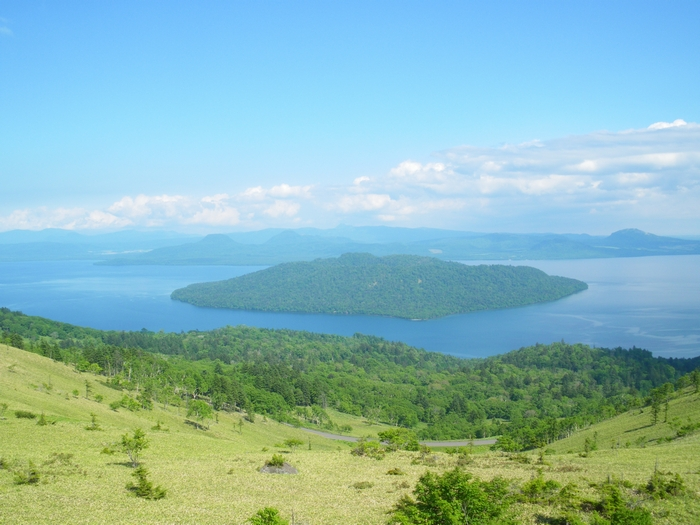
從美幌峠遠眺的屈斜路湖及中島
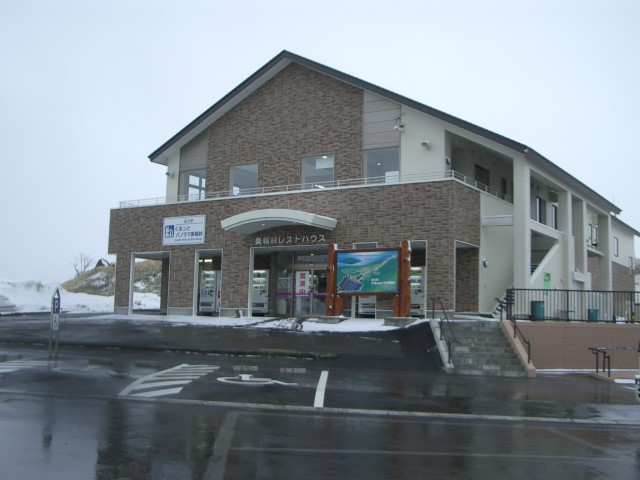
道の駅ぐるっとパノラマ美幌峠

## 美幌峠相關的作品
- 美空雲雀的歌曲「美幌峠」（作詞：志賀貢 作曲：岡千秋），現在在美幌峠展望台並設有「歌碑」。
- 電影『請問芳名』曾在此取景
- 中國電影『非诚勿扰』曾在此取景

## 外部連結
- （日語） 北之道導航 峠情報 （页面存档备份，存于）